# Hanns Löhr
Hanns Löhr, (eigenlijk: Johann Karl August Löhr) (Braunschweig, 25 mei 1892 – aldaar, 8 maart 1982) was een Duits componist, dirigent en pianist. Voor bepaalde werken gebruikte hij de pseudoniemen: Harry Weber, Erloh en Jack Morning.

## Levensloop
Löhr was het oudste kind van de typograaf August Löhr en zijn echtgenote Sophie, geboren Meyer. Zijn vader was een amateur violist en had een goede zangstem. Hanns' jongere broer August was organist en eveneens componist, zijn zuster Grete operazangeres en de andere zusjes Else en Irmgard waren pianisten. Hanns leerde viool en piano spelen en had ook een talent voor schilderen. Omdat aanvankelijk de financiële situatie geen conservatoriumstudie toe liet, deed hij een opleiding als huis- en decoratieschilder. Met steun van zijn moeder en met hulp van geld dat hij bij zijn optredens in kleine dansorkestjes verdiende kon hij later aan het conservatorium Wegmann in zijn geboortestad studeren.
In 1929 huwde hij met Emmy Mewes.
Na het behalen van zijn diploma's publiceerde hij ook zijn eerste composities. In 1932 publiceerde de muziekuitgeverij Henry Litolff zijn wals Königskinder (Koningskinderen) en die kreeg een goede beoordeling van de muziekcritici. Kort erna werd de Symfonische wals publiceert en werd in de programma's van de publieke omroep geprogrammeerd. Het bekendste werk is ongetwijfeld zijn concertwals Im schönen Tal der Isar, waarmee hij de doorbraak bereikte. In samenhang met zijn liefde voor de werken van Wilhelm Busch, wiens figuren hij soms heeft geschilderd, componeerde hij ook liederen op de teksten van deze auteur.
Na de Tweede Wereldoorlog werden vele van zijn werken in de Duitse omroep programma's uitgevoerd. Verder trad hij tot in de jaren 1960 als dirigent op.

## Composities

### Werken voor orkest
- 1932 Aus meiner Heimat, suite
  1. Vorspiel (Prélude)
  2. Im Dom Heinrichs des Löwen (Chaconne)
  3. Am Till-Eulenspiegel-Brunnen (Scherzo)
  4. Skizzen aus dem Harzwald (Finale)
- 1932 Königskinder (Koningskinderen), wals
- 1935 Artistenleben, ouverture
- 1935 Hase und Igel, galop voor xylofoon en orkest
- 1939 Lustige Gesellen, voor 2 klarinetten en orkest
- 1948 Erinnerung, romance
- 1950 Paraphrase über Wolfgang Amadeus Mozarts Wiegenlied ʺSchlafe, mein Prinzchenʺ
- 1951 Bayrische Kirmes, wals
- 1951 Filou, Perpetuum mobile
- 1951 Hein Mück (Wenn Hein eemol na Hamborg kohmt), zeemannenpolka
- 1951 Kroatisch, rapsodisch fragment
- 1952 One summer day (Spätsommertag), wals
- 1953 Magst miʹ?, polka voor 2 klarinetten en (kamer)orkest
- 1954 Zigeuner-Capriccio
- 1955 Heitere Miniature
- 1955 Ich liebe das Leben, wals
- 1956 Dalli, dalli!, galop
- 1957 Frutas dʹ España
- 1957 Sonnentag am Bodensee, wals caprice
- 1957 Tarragona, Spaanse dans
- 1958 Wien-Salzburg, mars
- 1959 Tanz in den Frühling, balletscènewals
- 1963 Rapsodie c mineur
- 1963 Verträumte Nacht, walsintermezzo
- 1966 Launischer Walzer, caprice
- 1977 Im schönen Tal der Isar, wals
- Aus dem Buch der Liebe
- Ballett in Weiss
- Begegnung am Meer
- Blond und blauäugig
- Confiture
- Die frechen Spatzen
- Erwachende Zuneigung
- Fahrt ins Blaue
- Fahrt ins Schwyzerland
- Fenster-Promenade
- Festlicher Marsch in Es majeur
- Friesenland
- Frisch und froh
- Frühlingstag in Garmisch
- Gladiolen
- Glockenblumen
- Herbstmorgen
- Hochzeitsmarsch (Bruiloftmars)
- Im Park
- Jung gefreit
- Lachender Lenz
- Lauter Sonnenschein, suite
- Liebesserenade
- Mein bayrisch Oberland
- Rosen für Manuela
- Russische Weise
- Symfonische wals
- Soldats de Lilliput
- Spitzentanz
- Ständchen bei Nacht
- Tanzen und Träumen
- Ungarische Dorfgeschichte
- Vibraphon-Walzer
- Von der Isar bis zur Donau, walsselectie
- Waldromantik
- Wo die Prien rauscht
- Zwischen Harz und Heide

### Werken voor harmonieorkest
- 1943 Lustige Gesellen, polka voor 2 klarinetten en harmonieorkest
- 1952 Artistenleben, ouverture
- 1953 Bayrische Kirmes, wals
- 1954 Magst miʹ?, polka voor 2 klarinetten en harmonieorkest
- 1955 Bortfelder Bauerntanz
- 1956 Altschwäbischer Brauttanz, Ländler
- 1956 Seidʹs lustig, Leutʹ!, mars
- 1957 Bärbel und Franzl, polka voor harmonieorkest
- 1961 Na, dann viel Spaß!, intermezzo
- 1961 Niedersächsische Polka Nr. 1
- 1967 Pony-Schule, marsintermezzo
- 1977 Im schönen Tal der Isar, wals
- Murzel und Purzel, concertpolka voor 2 klarinetten en harmonieorkest

### Vocale muziek

#### Werken voor koor
- 1947 Mein Schätzle, grün ist der Gartenzaun, voor mannenkoor – tekst: Ralph Kordik
- 1947 Spielmann – plum, plum, puppe-plum, plum ..., voor mannenkoor – tekst: Ralph Kordik
- 1952 Vivat Onkel Kaspers Nase – Kinder, lasset uns besingen, voor mannenkoor – tekst: Wilhelm Busch
- Fantasie über das Volkslied ʺIn einem kühlen Grundeʺ, voor gemengd koor en piano

#### Liederen
- 1945 Fünf Lieder nach Gedichten von Wilhelm Busch aus ʺKroitik des Herzensʺ, voor zangstem en piano
- 1948 Ich denke nur immer an Dich, tango voor zangstem en kamerorkest – tekst: Ralph Kordik, Hans Kordik
- 1952 Sechs Lieder aus ʺKritik des Herzensʺ von Wilhelm Busch, voor bariton en piano
- 1953 Andalusische Novelle – schön war einst die Zeit, voor zangstem en kamerorkest – tekst: Ada Kretzer-Hartl
- 1956 Mädel aus Wien, du warst die Liebste mir, wals voor zangstem en piano
- 1956 Postillon dʹamour, durch alle Jahreszeiten gehʹ ich, voor zangstem en kamerorkest – tekst: Alice Strunz
- 1962 Man wünscht sich – 5 variaties over het thema liefde, voor bariton en piano
- Die Affen, voor zangstem en orkest

### Kamermuziek
- 1952 Abend am See, romance voor mondharmonica en piano
- 1952 Appassionato, voor mondharmonica en piano
- 1952 Schloßserenade, voor mondharmonica en piano
- 1952 Spanischer Tanz, voor mondharmonica en piano
- 1952 Böhmischer Tanz nr. 1, voor mondharmonica en piano
- 1957 Virtuose Kleinigkeit, voor klarinet en piano
- 1981 Variationen über das Volkslied ʺDornröschen war ein schönes Kindʺ, voor elektronium en slagwerk
- Tanzende Violine, voor viool en piano
- Tarantella in d mineur, voor cello en piano

### Werken voor accordeon(orkest)
- 1943 Spätsommertag, wals voor accordeon
- 1951 Filou, Perpetuum mobile voor accordeonorkest
- 1952 Altbayrische Polka nr. 1, voor accordeonorkest
- 1952 Im schönen Tal der Isar, wals voor accordeonorkest
- 1958 Fantasie über das Lied ʺÄnnchen von Tharauʺ, voor zang (ad libitum) en accordeonorkest
- 1958 Federball, intermezzo voor accordeonorkest
- 1958 Heidjer-Polka, voor accordeonorkest
- 1958 Rapsodie c mineur, voor accordeonorkest, elektronium en slagwerk
- 1958 Variationen über das Volkslied ʺDornröschen war ein schönes Kindʺ, voor accordeonorkest, elektronium en slagwerk
- Fantasie über das Volkslied ʺIn einem kühlen Grundeʺ, voor zangstem, accordeonorkest en slagwerk

### Werken voor mondharmonica(orkest)
- 1953 Briefe von der Waterkant, concertwals voor mondharmonicaorkest
- 1953 Girlitzpolka, voor mondharmonicaorkest
- 1953 Ständchen dʹamour, voor mondharmonicaorkest
- 1953 Wenn man jung ist, mars voor mondharmonicaorkest

### Werken voor piano
- 1948 Kinderzeit, suite
- 1952 Im schönen Tal der Isar, wals